# Furkan Andıç
Furkan Andıç (Isztambul, 1990. április 4. –) török színész és modell.

## Élete és pályafutása
Furkan Andıç Isztambulban született és nőtt fel. Édesanyja bosnyák származású, míg apja Törökországból, Trabzonból származik. 2012-ben végzett a Yeditepe Egyetemen. Szülei másodszülött fia.
Televíziós karrierjét a Kolej Günlüğü című sorozatával kezdte. 2015 augusztusában bejelentették, hogy a Kırgın Çiçekler című török tévésorozatban szerepelt.
Ezután a Kaçak Gelinlerben játszott. 2016-ban Sinan/Tankut karakterét alakította a Kanal D Édes bosszú című sorozatában. 2017-ben főszerepet kapott a Meryem című tévésorozatban. 2018 januárjában elárulta, hogy kapcsolatban van Dilan Çiçek Deniz színésznővel. 2018 novemberében szakítottak. 2019 júniusában Aybüke Pusat mellett a Her Yerde Sen című tévésorozatban kapott főszerepet.

## Filmográfiája
| Televízió | Televízió                         | Televízió     | Televízió    |
| Év        | Cím (eredeti cím)                 | Szerep        | Magyar hang  |
| --------- | --------------------------------- | ------------- | ------------ |
| 2011      | (Kolej Günlüğü)                   | Mert          |              |
| 2011      | (Umutsuz Ev Kadınları)            | Levent        |              |
| 2012      | (Yağmurdan Kaçarken)              | Harun         |              |
| 2013      | (Aşk Ekmek Hayaller)              | Altan         |              |
| 2014−2015 | (Kaçak Gelinler)                  | Selim İnan    |              |
| 2015−2016 | (Kırgın Çiçekler)                 | Gökhan Turalı |              |
| 2016      | Édes bosszú (Tatlı İntikam)       | Sinan Yılmaz  | Czető Roland |
| 2017      | Meryem (Meryem)                   | Savaş Sargun  | Papp Dániel  |
| 2019      | (Kardeş Çocukları)                | Volkan Demir  |              |
| 2019      | Te vagy mindenhol (Her Yerde Sen) | Demir Erendil | Gacsal Ádám  |
| 2020      | (Çatı Katı Aşk)                   | Ateş Avcı     |              |

| Internetes sorozat | Internetes sorozat | Internetes sorozat | Internetes sorozat |
| Év                 | Cím                | Szerep             |                    |
| ------------------ | ------------------ | ------------------ | ------------------ |
| 2021               | Kusursuz           |                    |                    |

| Film | Film         | Film          | Film |
| Év   | Cím          | Szerep        |      |
| ---- | ------------ | ------------- | ---- |
| 2017 | Damat Takımı | Ömer Sarıkaya |      |

| Rövidfilm | Rövidfilm           | Rövidfilm | Rövidfilm |
| Év        | Cím                 | Szerep    |           |
| --------- | ------------------- | --------- | --------- |
| 2012      | Bir Kurabiye Masalı |           |           |